# Heteroliodon
Heteroliodon är ett släkte av ormar. 
Heteroliodon ingår enligt Catalogue of Life i familjen snokar och enligt The Reptile Database i familjen Pseudoxyrhophiidae. 
Vuxna exemplar är med en längd upp till 75 cm små ormar. De förekommer på Madagaskar. Det är nästan inget känt om levnadssättet. Honor lägger antagligen ägg.
Arter enligt Catalogue of Life och The Reptile Database:
- Heteroliodon fohy
- Heteroliodon lava
- Heteroliodon occipitalis